# Henry Howard, Conde de Surrey
Henry Howard, Conde de Surrey (Hunsdon, Hertfordshire, 1516 – Torre de Londres, 19 de janeiro de 1547), KG, (Título de cortesia) foi um aristocrata inglês e um dos fundadores da poesia renascentista inglesa.
Ele nasceu em Hudson, Hertfordshire, Inglaterra, primogênito de Thomas Howard, 3.º Duque de Norfolk, e sua segunda esposa, Elizabeth Stafford (filha de Edward Stafford, 3.º Duque de Buckingham), com ascendência real dos dois lados da sua árvore genealógica. Ele foi criado e Windsor com o Duque de Richmond Henry Fitzroy, filho ilegítimo de Henrique VIII. O dois se tornaram amigos e, depois, cunhados. Henry Howard se tornou o Conde de Surrey em 1524 quando o seu avô faleceu e o seu pai se tornou o Duque de Norfolk.
Em 1532, ele acompanhou a sua prima, Ana Bolena, Henrique VIII e o Duque de Richmond em uma visita à França e permaneceu lá por mais de 1 ano como membro do séquito de Francis I.